# Liste der denkmalgeschützten Objekte in Bildein
Die Liste der denkmalgeschützten Objekte in Bildein enthält die 8 denkmalgeschützten, unbeweglichen Objekte der Gemeinde Bildein.

## Denkmäler
| Foto |                 | Denkmal                                                                         | Standort                                       | Beschreibung | Metadaten |
| ---- | --------------- | ------------------------------------------------------------------------------- | ---------------------------------------------- | --- | --- |
| ja   | Datei hochladen | Ehem. Volksschule HERIS-ID: 30936 Objekt-ID: 27807                              | Hauptstraße 50 Standort KG: Oberbildein        | | BDA-Hist.: Q37939055 Status: § 2a Stand der BDA-Liste: 2025-06-30 Name: Ehem. Volksschule GstNr.: 69                                            |
| ja   | Datei hochladen | Mariensäule HERIS-ID: 30946 Objekt-ID: 27818                                    | Anger Standort KG: Unterbildein                | auf dem Anger, um 1700 | BDA-Hist.: Q37939112 Status: § 2a Stand der BDA-Liste: 2025-06-30 Name: Mariensäule GstNr.: 187 Mariensäule Bildein                             |
| ja   | Datei hochladen | Ehem. kath. Pfarrhof HERIS-ID: 30933 Objekt-ID: 27804                           | Florianigasse 1 Standort KG: Unterbildein      | | BDA-Hist.: Q37939028 Status: § 2a Stand der BDA-Liste: 2025-06-30 Name: Ehem. kath. Pfarrhof GstNr.: 2 Pfarrhof Unterbildein                    |
| ja   | Datei hochladen | Figurenbildstock hl. Johannes Nepomuk HERIS-ID: 30947 Objekt-ID: 27819seit 2013 | Hauptstraße 102, bei Standort KG: Unterbildein | | BDA-Hist.: Q37939127 Status: Bescheid Stand der BDA-Liste: 2025-06-30 Name: Figurenbildstock hl. Johannes Nepomuk GstNr.: 7/2                   |
| ja   | Datei hochladen | Ehem. röm. kath. Volksschule HERIS-ID: 30934 Objekt-ID: 27805                   | Hauptstraße 115 Standort KG: Unterbildein      | | BDA-Hist.: Q37939043 Status: Bescheid Stand der BDA-Liste: 2025-06-30 Name: Ehem. röm. kath. Volksschule GstNr.: 6                              |
| ja   | Datei hochladen | Florianikapelle HERIS-ID: 30944 Objekt-ID: 27816                                | Standort KG: Unterbildein                      | | BDA-Hist.: Q37939085 Status: § 2a Stand der BDA-Liste: 2025-06-30 Name: Florianikapelle GstNr.: 1205 Florianikapelle, Bildein                   |
| ja   | Datei hochladen | Gnadenstuhl HERIS-ID: 30945 Objekt-ID: 27817                                    | Standort KG: Unterbildein                      | | BDA-Hist.: Q37939099 Status: § 2a Stand der BDA-Liste: 2025-06-30 Name: Gnadenstuhl GstNr.: 1302 Gnadenstuhlsäule Unterbildein                  |
| ja   | Datei hochladen | Kath. Pfarrkirche hl. Vitus HERIS-ID: 30932 Objekt-ID: 27803                    | Standort KG: Unterbildein                      | Mittelalterliche Pfarre. Spätgotischer, eingezogener Chor, erbaut um 1500. Barockes Schiff mit westlichem Fassadenturm und Volutengiebel, 1745 erbaut. | BDA-Hist.: Q14912749 Status: § 2a Stand der BDA-Liste: 2025-06-30 Name: Kath. Pfarrkirche hl. Vitus GstNr.: 1 Saint Vitus Church (Unterbildein) |